# Münk
Münk là một đô thị ở district of Mayen-Koblenz bang Rheinland-Pfalz, phía tây nước Đức. Đô thị Münk có diện tích 5,13 km².